# Cockerham
 (avril 2023).
Cockerham est un village et une paroisse civile du Lancashire, en Angleterre.